# Binário do motor
O binário do motor, torque do motor ou par motor, por vezes chamado simplesmente binário ou par, é uma medida da força rotacional exercida sobre um eixo, mede-se em newtons metro (Nm) e é reportado à rotação do motor em que é atingido.
O binário reflecte a força exercida sobre o pistão do motor e que é disponibilizada para provocar a rotação das rodas do veículo.

## Relação com outras grandezas

### Binário e trabalho
Existe trabalho quando há deslocação em virtude da aplicação de uma força. Apesar de a unidade de medida de trabalho e de binário ser a mesma, enquanto o trabalho implica deslocação, o binário apenas implica disponibilidade de uma certa força. A distinção pode ser clarificada através de um exemplo: se for exercida uma certa força sobre uma chave de rodas para desaparafusar a porca de uma jante de um automóvel, está a ser exercido um binário sobre essa porca. Essa força existe independentemente de provocar ou não a rotação da porca. Se a porca não rodar haverá apenas o binário(ou torque), se rodar haverá também a realização de um certo trabalho.

### Binário e potência
A potência refere-se ao trabalho efectuado ao longo do tempo. Quanto maior for a potência maior será o trabalho que pode ser realizado num certo intervalo de tempo. Tal como o binário, a potência varia com a rotação do motor, relacionando-se com aquele pela fórmula: 
{\displaystyle {P}=2\pi *\tau *{\cfrac {RPM}{60}}} 

{\displaystyle {P}} = Potência em W 

{\displaystyle {\boldsymbol {\tau }}} = binário em N.m 

{\displaystyle {RPM}} = rotações por minuto

## Curva característica

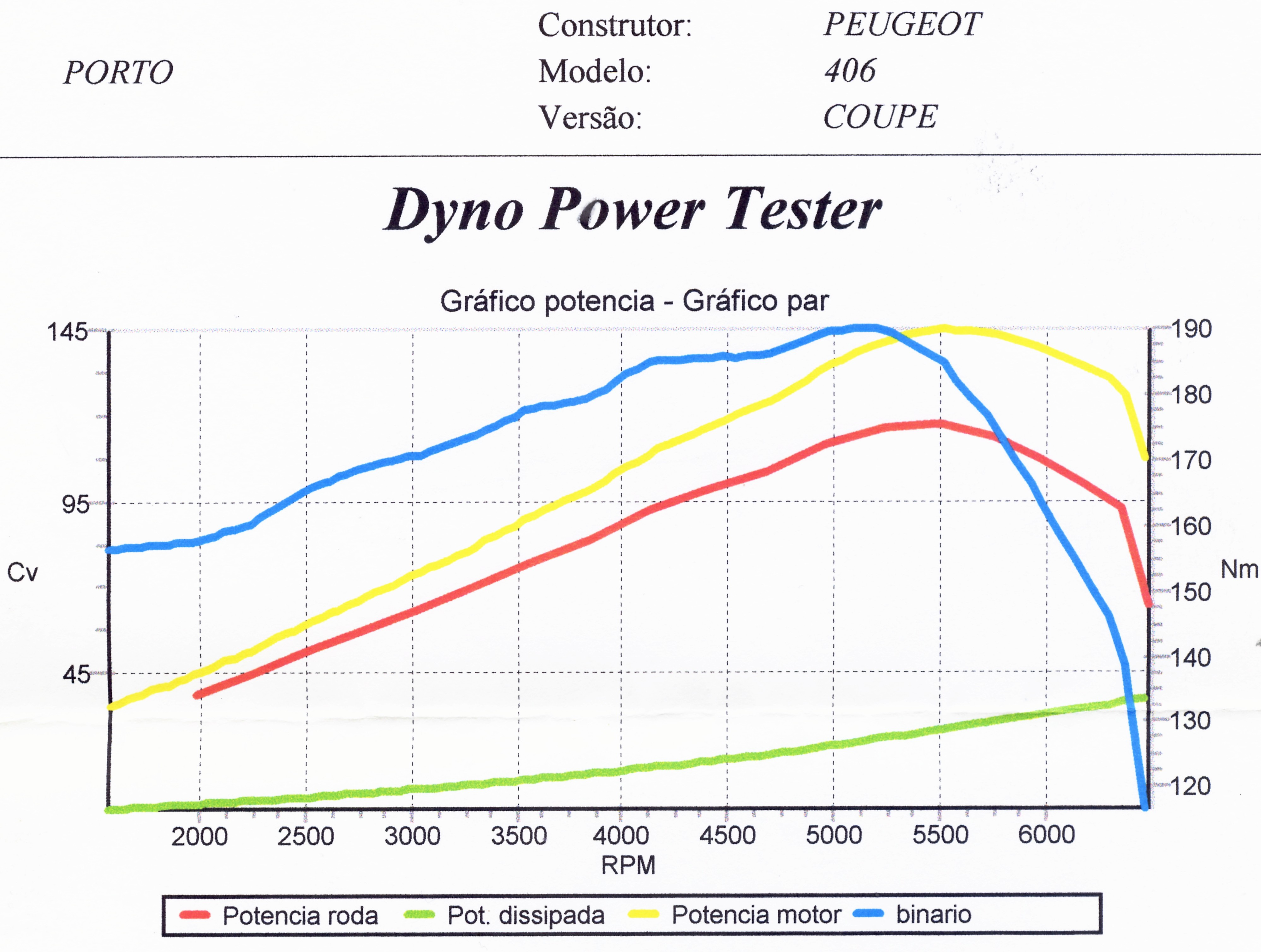
A curva azul reflecte a alteração do torque de um motor com o aumento da rotação.

Para analisar o comportamento de um motor determina-se a sua curva de torque que relaciona o valor do binário com a velocidade do motor em rotações por minuto.